# Гучко, Марк
Марк Гучко (словац. Mark Hučko, род. 15 сентября 1947, Братислава) — словацкий лингвист, создатель языков словио, Blitz English («быстрый английский»), Ruskio (вариант словио) и Rusanto (упрощённый русский). В 1968 году эмигрировал в Канаду, с 1984 проживал в Швейцарии. В 2011 году снова вернулся в Словакию.